# Chelandia
La Chelandia (in greco χελάνδιον?, Chelandion, anche come achelandia) è stata una galea da guerra bizantina, variante del dromone che fu anche utilizzata come nave da carico.

## Storia
Il termine chelandia deriva dalla parola greca kelēs, "corsiero", e apparve per la prima volta durante l'VIII secolo. Nel latino medievale usato nell'Europa occidentale fu resa con chelandium o scelandrium (da cui il trasporto sandanum del XII secolo), mentre gli arabi lo riportarono come shalandī (plurale shalandiyyāt) usandolo per un tipo di vascello probabilmente simile presente nelle loro marine.
In comune con le caratteristiche generali del dromōn, il chelandion fu una galea bireme, i remi erano il suo principale mezzo di propulsione, anche se potevano essere presenti una o due vele latine, ed era guidata da due timoni posti a poppa; era più piccola e veloce rispetto al dromōn. Poteva inoltre essere equipaggiata con due sifoni per lanciare il temibile fuoco greco, l'arma segreta incendiaria della Marina bizantina.
Il termine chelandion è di solito usato in maniera intercambiabile con dromōn nelle fonti medievali, causando quindi molta confusione sulla natura esatta delle navi e sulle differenze con il dromone propriamente detto. Sembra, comunque, che questo tipo di nave originariamente fosse un trasporto per cavalli (hippagōgon). Questo implica alcune differenze nella costruzione rispetto al dromone standard: perlomeno la presenza di un compartimento speciale posto per lungo a metà nave dove ospitare una fila di cavalli, cosa che avrebbe aumentato la larghezza massima e la profondità della stiva.
Nel X secolo le chelandie formavano il cuore della Marina bizantina, venendo distinte in due tipologie: la chelandion ousiakon (χελάνδιον οὑσιακόν), più semplicemente ousiakon o ousiakos, così chiamata in quanto manovrata da un ousia di 108 uomini, e le chelandion pamphylon (χελάνδιον πάμφυλον), più semplicemente pamphylon o pamphylos, con un equipaggio di 120–160 uomini, il cui nome richiama un'origine dalla regione della Panfilia, quale nave da trasporto, o in alternativa perché presentavano un "equipaggio misto" (dal greco πᾶν + φῦλον, "tutte le tribù").